# 殷懋新
殷懋新（？—？），字熙之，直隶蘇州府嘉定縣人。

## 生平
至性過人，舞象失母，哀泣不已。家貧，授徒養父，父當属纩，懋新以身温之，寒入骨，痛不可忍，親黨强牵之起，懋新一慟幾絶。萬曆四十三年乙卯科鄉試舉人，四十四年（1616年）聯捷丙辰科進士，授行人司行人，奉命册封，當得秦，有同官阮者，秦人也，以母年老，亟欲歸省，以情告，懋新慨然讓之。换慶王府，慶去秦千余里，懋新羸弱不任，事竣而遂病，抵家竟不起，殁之日，附椁無十金之棺，附棺無殉斂之被，士論傷之。

## 家族
曾祖殷鑌，乡宾。祖父殷子義，乡宾。父殷儒，增生、乡宾。